# Teodoro de Jerusalém
Teodoro de Jerusalém foi o patriarca de Jerusalém entre 760 e 782

## Vida e obras
Teodoro testemunhou durante o seu o episcopado a perseguição aos cristãos e aos judeus da Palestina pelo governante muçulmano Sale ibne Ali, que exigiu impostos extremamente altos dos cristãos e limitou severamente a vida religiosa deles: as vigílias noturnas foram proibidas, os utensílios sagrados foram confiscados e as cruzes tiveram que ser retiradas das igrejas. Sale exigiu ainda que cristãos e judeus vestissem marcas para identificação. Como líderes dos cristãos, os bispos foram os mais atacados.
Estas perseguições também forçaram muitos cristãos a deixarem a região, o que ajudou a mudar a sociedade local, até então quase que completamente cristã.
Também durante o seu episcopado, Teodoro se juntou aos patriarcas de Alexandria e de Antioquia na condenação de Cosmas, o bispo de Epifânio (Hama), que se declarou iconoclasta.
Teodoro morreu em 782 e foi sucedido por Eusébio, que morreria em seguida, ainda no mesmo ano.

## Ligações Externas
- «A História da Igreja de Jerusalém» (em inglês). More Who is Who. Consultado em 26 de maio de 2012
- Este artigo incorpora texto da Orthodox Wiki (em inglês)  (artigo "Theodorus of Jerusalem").